# Ministério da Agricultura, Pescas e Florestas
O Ministério da Agricultura, Pescas e Florestas foi a designação de um departamento do XVI Governo Constitucional de Portugal, liderado por Santana Lopes. Foi antecedido e sucedido pelo Ministério da Agricultura, do Desenvolvimento Rural e das Pescas. O seu único ministro foi Carlos Costa Neves.